# Opening Night
Opening Night is een Amerikaanse dramafilm uit 1977 onder regie van John Cassavetes.

## Verhaal
Een bewonderaarster van toneelactrice Myrtle Gordon overlijdt in een poging om haar idool te ontmoeten op de premièreavond van haar nieuwe stuk. Myrtle voelt zich verantwoordelijk voor de dood van de vrouw. Ze ondergaat een emotionele crisis en is bijgevolg niet meer in staat om nog acteerwerk te doen.

## Rolverdeling
- Gena Rowlands: Myrtle Gordon
- John Cassavetes: Maurice Aarons
- Ben Gazzara: Manny Victor
- Joan Blondell: Sarah Goode
- Paul Stewart: David Samuels
- Zohra Lampert: Dorothy Victor
- Laura Johnson: Nancy Stein
- John Tuell: Gus Simmons
- Ray Powers: Jimmy
- John Finnegan: Rekwisiteur
- Louise Lewis: Kelly
- Fred Draper: Leo
- Katherine Cassavetes: Vivian
- Lady Rowlands: Melva Drake
- Carol Warren: Carla